# شويستا إيوا
شويستا إيوا (بالإنجليزية: Schwesta Ewa)‏ (مواليد 16 يوليو 1984) هي مغنية راب بولندية تعيش حالياً في فرانكفورت حيث كانت في الدعارة.
في نوفمبر 2016 تم القبض عليها بتهم الاتجار بالجنس ودعارة قسرية مع خمسة من معجبيها،كان بعضهم دون السن القانوني.

## وصلات خارجية
- شويستا إيوا على موقع IMDb (الإنجليزية)
- شويستا إيوا على موقع ميوزك برينز (الإنجليزية)
- شويستا إيوا على موقع ديسكوغز (الإنجليزية)